# Galilée, le messager des étoiles
Galilée, le messager des étoiles est une monographie illustrée et un récit biographique sur l’astronome italien Galilée, écrit par le physicien français Jean-Pierre Maury et paru chez Gallimard en 1986. Cet ouvrage est le 10e titre dans la collection « Découvertes Gallimard » et a été adapté en un film documentaire homonyme. Le livre a reçu le Grand prix scientifique Jeunesse en 1987, décerné par la revue L’Argonaute et la Fondation Diderot.

## Introduction

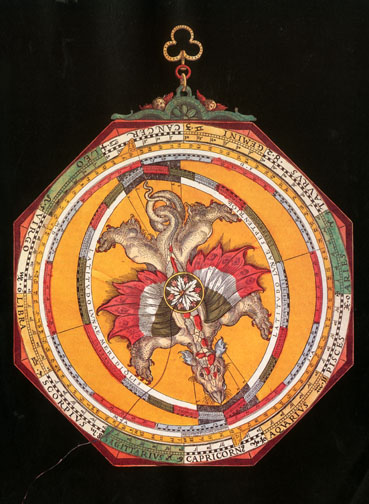
La quatrième de couverture de la première édition figurant l’astrolabe (volvelle) illustrant les signes du zodiaque. Gravure de l’' par Petrus Apianus, 1540.

Cet ouvrage en format poche (125 × 178 mm) fait partie de la série Sciences et techniques (anciennement appartenant à la série Sciences) dans la collection « Découvertes Gallimard ». Ici l’auteur retrace la vie de cet astronome, ses recherches et ses nombreuses inventions dans l’Italie de XVIIe siècle, fait resurgir l’aventure d’un savant impétueux, en sept chapitres, suivis d’un ensemble des « témoignages et documents ».
Selon la tradition des « Découvertes », cette collection repose sur une abondante documentation iconographique et une manière de faire dialoguer l’iconographie documentaire et le texte, enrichie par une impression sur papier couché ; en d’autres termes, « de véritables monographies, éditées comme des livres d’art ». C’est presque comme un « roman graphique », rempli de planches en couleurs.

## Accueil
Le site Babelio confère au livre une note moyenne de 3,58 sur 5, sur la base de 12 notes. Sur le site Goodreads, le livre obtient une moyenne de 4,12/5 basée sur 17 notes, indiquant des avis généralement positifs.

## Adaptation documentaire
En 1999, en coproduction avec La Sept-Arte et Trans Europe Film, en collaboration avec Éditions Gallimard, réalisé l’adaptation de Galilée, le messager des étoiles, dirigée par Jean-Claude Lubtchansky, et diffusé sur Arte dans la case « L’Aventure humaine ». Le film est également sorti sur DVD, édité par Centre national du cinéma et de l’image animée (CNC).

### Fiche technique
- Titre : Galilée, le messager des étoiles
- Titre allemand : Galileo Galilei und die Sterne[9]
- Réalisation : Jean-Claude Lubtchansky
- Image : Mikaël Lubtchansky
- Montage : Jean-Claude Lubtchansky
- Scénario et adaptation : Jean-Claude et Carole Lubtchansky
- Voix : François Marthouret et Ruggero De Pas
- Producteur : Jean-Pierre Gibrat
- Directeur de production : Gilles Moisset
- Administratrice de production : Nathalie Cayn
- Documentaliste : Vera Caïs
- Assistante de production : Julie Beressi
- Chargé des acquisitions : Ahmed El-Cheikh
- Assistantes : Sabrina Arteconi, Silvia Lucchesi, Monica Martin et Hélèna Salvadori
- Sociétés de production : La Sept-Arte, Trans Europe Film et Éditions Gallimard
- Pays d’origine :  France
- Langue : français, doublage en allemand
- Durée : 52 minutes
- Date de sortie : 1999 sur Arte
- genre : Genre	Biographie illustrée, monographie documentaire

## Éditions internationales
| Titre                                       | Traduction littérale                                               | Langue               | Pays                         | Collection (numéro dans la collection)      | Éditeur                             | Traducteur           | Année de première parution | ISBN                 |
| ------------------------------------------- | ------------------------------------------------------------------ | -------------------- | ---------------------------- | ------------------------------------------- | ----------------------------------- | -------------------- | -------------------------- | -------------------- |
| Galilée, le messager des étoiles            | –                                                                  | Français de France   | France                       | Découvertes Gallimard (no 10)               | Éditions Gallimard                  | –                    | 1986                       | (ISBN 9782070530199) |
| Galileo, mensajero de las estrellas         | « Galilée, le messager des étoiles »                               | Espagnol d'Espagne   | Espagne                      | Aguilar Universal (no 14)                   | Aguilar, S. A. de Ediciones (es)    | José Manuel Revuelta | 1990                       | (ISBN 9788403601093) |
| Galileo, el mensajero de los astros         | « Galilée, le messager des étoiles »                               | Espagnol             | Espagne, Amérique hispanique | Biblioteca de bolsillo CLAVES (sans numéro) | Ediciones B                         | Juan Vivanco Gefaell | 2000                       | (ISBN 9788440697592) |
| Galileo: messaggero delle stelle            | « Galilée : le messager des étoiles »                              | Italien              | Italie                       | Universale Electa/Gallimard (no 6)          | Electa/Gallimard                    | Enrico Miotto        | 1992                       | (ISBN 9788844500030) |
| Galileo Galilei – Und sie bewegt sich doch! | « Galileo Galilei – Et pourtant elle tourne ! »                    | Allemand             | Allemagne                    | Abenteuer Geschichte (no 8)                 | Ravensburger Buchverlag             | Annette Fiebig       | 1990                       | (ISBN 9783473510085) |
| Galilei, a csillagok hírnöke                | « Galilei, le messager des étoiles »                               | Hongrois             | Hongrie                      | Kréta könyvek (no 3)                        | Park Kiadó                          | Klára Hamburger      | 1991                       | (ISBN 9637970665)    |
| Galilei – Yıldızların Habercisi             | « Galilei – le messager des étoiles »                              | Turc                 | Turquie                      | Genel Kültür Dizisi (sans numéro)           | Yapı Kredi Yayınları                | Ali Berktay          | 2006                       | (ISBN 9789750810626) |
| غاليليو : رسول النجوم                       | « Galilée : le messager des étoiles »                              | Arabe libanais       | Liban                        | اكتشافات غاليمار (sans numéro)              | Dar Al Majani                       | Majid Jabbour        | 2011                       | (ISBN 9789953164502) |
| ガリレオ はじめて「宇宙」を見た男           | « Galilée : l’homme qui a vu l’‹ univers › pour la première fois » | Japonais             | Japon                        | 知の再発見 (no 140)                         | Sōgensha (ja)                       | Yukari Endō          | 2008                       | (ISBN 9784422212005) |
| 伽利略：揭開月亮的面紗                      | « Galilée : lever le voile de la lune »                            | Chinois traditionnel | Taïwan                       | 發現之旅 (no 35)                            | China Times Publishing (zh)         | Zhiping Jin          | 1996                       | (ISBN 9789571321714) |
| 伽利略：揭开月亮的面纱                      | « Galilée : lever le voile de la lune »                            | Chinois simplifié    | Chine                        | 发现之旅 (no 35)                            | Shanghai Bookstore Publishing House | Zhiping Jin          | 2000                       | (ISBN 9787806227466) |
| 갈릴레오: 불경한 천문학자의 이야기          | « Galilée : l’histoire d’un astronome blasphématoire »             | Coréen               | Corée du Sud                 | 시공 디스커버리 (no 95)                     | Sigongsa (en)                       | Ji-hyun Byun         | 1999                       | (ISBN 9788972596967) |